# CargoLogicAir
The Great British Cargo Airline
CargoLogicAir, Ltd. (CLA) est une compagnie aérienne cargo britannique dont le siège se trouvait à l'aéroport de Londres-Heathrow. La flotte d'avions cargo Boeing 747 de la compagnie assurait des services de fret réguliers et affrétés sur des routes entre le Royaume-Uni, l'Asie, l'Afrique et les Amériques. CargoLogicAir a cessé ses activités en novembre 2022 et a été placée en redressement judiciaire après avoir suspendu ses opérations de manière intermittente depuis 2020.

## Histoire

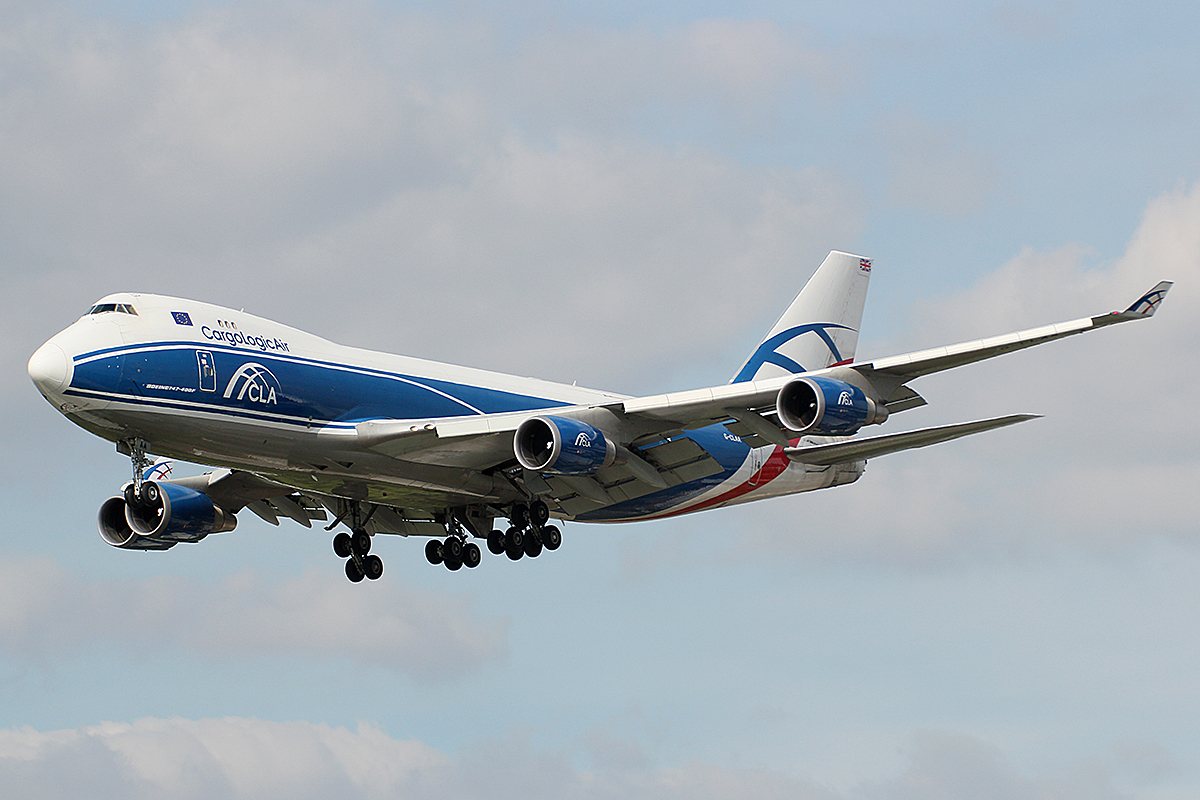
G-CLAA, un Boeing 747-400F, le premier avion de CargoLogic.

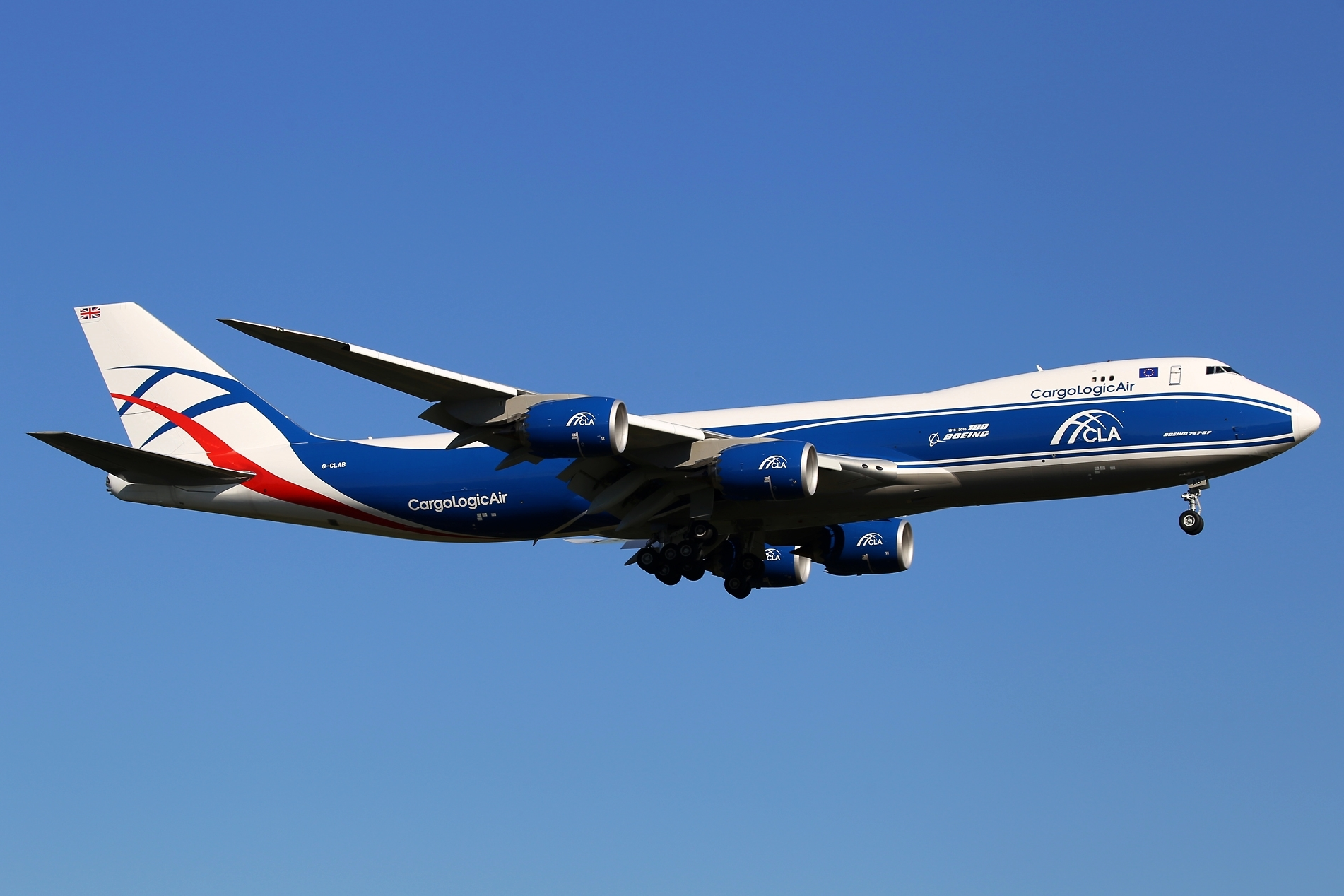
Un ancien Boeing 747-8F de CargoLogicAir.

### Fondation
Après la résiliation du contrat de Global Supply Systems avec British Airways World Cargo en janvier 2014, CLA est devenue de fait la seule compagnie aérienne tout-cargo britannique, absorbant une partie du personnel de Global Supply Systems. La compagnie a été fondée le 3 mars 2015 et a reçu son premier avion, un Boeing 747-400F provenant de Aircastle en octobre 2015. Elle a reçu son certificat de transporteur aérien (AOC) de la UK Civil Aviation Authority en décembre 2015 et a commencé ses opérations peu après.
Chapman Freeborn Italia est devenu le premier client d'affrètement de CLA après l'avoir engagée en février 2016 pour livrer 113 tonnes de pièces automobiles à Bari, en Italie. CLA a lancé ses premiers services réguliers avec la compagnie AirBridgeCargo Airlines (ABC) via un contrat de location avec équipage, maintenance et assurance (ACMI) wet lease. Le service reliait le Royaume-Uni à l’Afrique deux fois par semaine, du 14 février 2016 au 30 novembre,.
CLA a pris possession de son deuxième appareil, et premier Boeing 747-8F, lors du Salon aéronautique de Farnborough 2016. Cet avion a été utilisé pour transporter plus de 100 tonnes de fleurs fraîches de Bogotá, en Colombie, à l'aéroport de Londres-Stansted pour la Fête des Mères de 2017. Dans les 18 mois suivant le début de ses opérations, la compagnie a reçu un second Boeing 747-400F d'AerCap en avril 2017. Devenu le troisième appareil de la flotte, il a assuré des vols affrétés via un contrat wet lease pour AirBridgeCargo. CLA ambitionnait de constituer à terme une flotte de base de cinq appareils.
En 2019, CLA a prévu de réduire ses opérations et de se restructurer en réponse à la dégradation des conditions du marché.

### Fin
La compagnie a temporairement suspendu ses services le 9 février 2020, invoquant une baisse de la demande. Son 747-8 et l’un de ses 747-400 ont été restitués aux sociétés de leasing en janvier 2020. Le 9 février, CLA a cloué au sol le reste de sa flotte et licencié une partie de son personnel,. Le 24 février 2020, la compagnie a annoncé l’arrêt de toutes ses opérations jusqu’à nouvel ordre.
Cependant, les services ont repris le 23 avril 2020 en raison d'une forte demande de capacité de fret aérien, combinée à la chute des prix du pétrole provoquée par la pandémie de COVID-19. CLA a récupéré son certificat d'opérateur aérien (AOC) le 22 avril 2020 et a immédiatement commencé des vols d’approvisionnement en équipements de protection individuelle (EPI) depuis la Chine vers le Royaume-Uni pour le NHS le 23 avril 2020. Les vols étaient alors opérés avec leurs deux Boeing 747-400 cargo. En juillet, après six mois, le directeur des opérations Nadeem Sultan a été nommé nouveau DG. Sous cette nouvelle direction et après restructuration, la compagnie a annoncé un bénéfice de 42 millions de dollars pour 2020, son tout premier bénéfice dans l’histoire de l’entreprise.
En novembre 2022, CargoLogicAir a été placée en redressement judiciaire et a définitivement cessé ses activités en raison d’un contexte économique défavorable lié aux sanctions contre les entreprises à capitaux russes.

## Destinations
La compagnie a lancé sa première liaison régulière le 19 août 2017 avec des vols bihebdomadaires depuis l'aéroport de Londres-Stansted vers Mexico via Atlanta. CargoLogicAir a également opéré des vols entre Houston et Prestwick, puis jusqu'à Francfort, ainsi que des liaisons à destination et en provenance de l'aéroport de Doncaster Sheffield.
En février 2021, la compagnie continuait d'assurer des services réguliers depuis l'aéroport de Londres-Heathrow vers Atlanta, en plus d’un nouveau vol établi entre l'aéroport d'East Midlands et l'aéroport de Cincinnati. Cette liaison était exploitée quotidiennement pour le compte de DHL, avec l’avion basé à l'aéroport d'East Midlands.

## Flotte
Avant sa cessation d'activité, la flotte de CargoLogicAir comprenait les appareils suivants :
| Appareil          | En service |
| ----------------- | ---------- |
| Boeing 747-400F   | 1          |
| Boeing 747-400ERF | 1          |
| Total             | 2          |